# 드랑게타

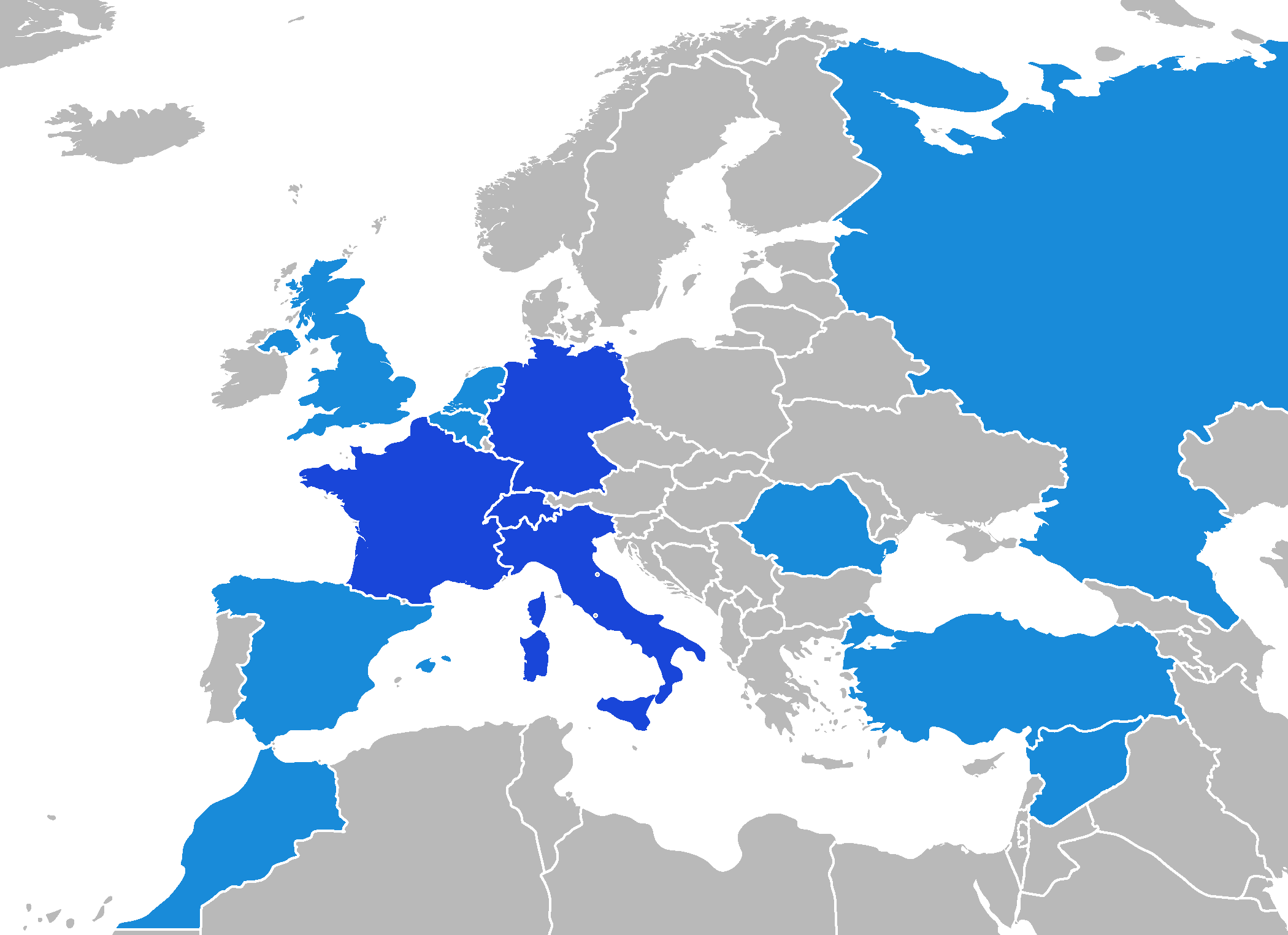
드랑게타가 진출한 유럽 국가.

은드랑게타(이탈리아어: ‘Ndràngheta [(n)ˈdraŋɡeta][*])는 이탈리아 칼라브리아를 거점으로 활동하는 마피아 조직이다. 그 조직원을 드랑게티스티(‘Ndranghetisti)라고 한다. 시칠리아의 코사 노스트라만큼 유명하지도 않고, 거점인 칼라브리아가 카모라의 나폴리, 사크라 코로나 우니타의 아풀리아에 비해 농촌지역이라 잘 알려져 있지 않았지만 1990년대 말에서 2000년대 초에 걸쳐 이탈리아 최강의 범죄조직 중 하나로 성장했다.
미국 외교부는 이 조직이 마약밀매, 공갈갈취, 돈세탁 등을 통해 벌어들이는 돈이 이탈리아 GDP의 3% 이상을 차지할 것으로 추산하고 있다. 1950년대 이래로 꾸준히 이탈리아 북부와 해외로의 진출을 시도해 왔으며, 2013년 유로폴에서는 드랑게타를 가장 부유하고 위험한 세계구급 범죄조직 중 하나라고 규정했다.

## 같이 보기
- 카모라
- 코사 노스트라